# Liu Xia

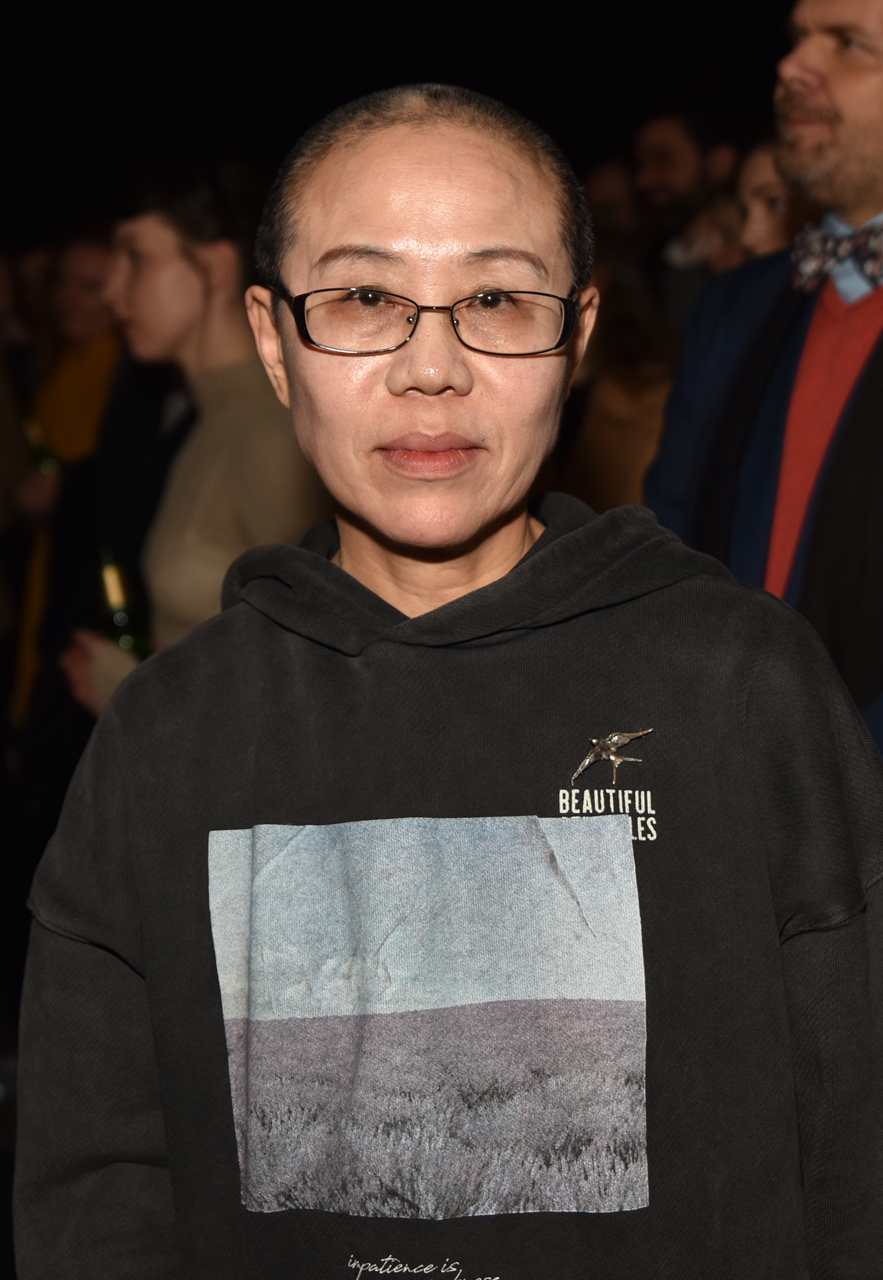
Liu Xia in 2024

Liu Xia (Chinees: 刘霞 pinyin: liú xiá), geboren in Beijing op 1 april 1961, is een Chinese schilder, dichter en fotograaf. Ze is de weduwe van mensenrechtenverdediger Liu Xiaobo die in 2010 de Nobelprijs voor de Vrede kreeg. Tijdens zijn gevangenschap kreeg ze zelf steeds meer internationale betekenis als symbool van Chinees activisme voor mensenrechten.

## Biografie
Liu werkte op het belastingkantoor in Beijing en ontmoette Liu Xiaobo in de literaire kringen van de hoofdstad, bij bijeenkomsten die ook bij haar thuis werden gehouden. Liu Xia en Liu Xiaobo hebben dezelfde achternaam maar zijn geen familie (Liu is een veel voorkomende Chinese achternaam). Ze huwde Liu Xiaobo in 1996 toen die gevangenzat in een kamp voor heropvoeding door werk. Beiden waren eerder gehuwd geweest en gescheiden. De huwelijksceremonie voltrok zich in het kamp in Dalian (Noordoost-China) en bestond uit een eenvoudig middagmaal in de kantine, waarna Liu Xia terugkeerde naar Beijing.
In 1993 was Liu Xia met haar baan gestopt om zich geheel aan haar kunst te wijden. Ze kreeg landelijke bekendheid als kunstenaar, vooral als fotograaf. Tientallen van haar zwart-witfoto's zijn later een voor een uit China gesmokkeld door de Franse hoogleraar Guy Sorman en vanaf 2012 in westerse landen tentoongesteld in de expositie The Silent Strength of Liu Xia. De foto’s die zijn gemaakt tussen 1996 en 1999 tonen onder meer een serie ‘Lelijke Baby's’, poppen met gekwelde gezichten die soms zijn toegetakeld of gekneveld, in opstellingen die Liu Xia in haar appartement in Beijing of met uitzicht op zee ensceneerde.
Als dichteres kreeg Liu Xia vooral in het Westen bekendheid. Een boek met een keuze uit haar poëzie is in 2015 in Engelse vertaling uitgebracht en gedichten van haar zijn ook in het Nederlands vertaald. Niet lang nadat Liu Xiaobo was veroordeeld tot lange gevangenisstraf, ontdekte hij dat de enige correspondentie die de censors hadden geblokkeerd de liefdesgedichten waren die elk aan de ander had geschreven. Veel van de gepubliceerde gedichten van Liu Xiaobo, vaak in gevangenschap geschreven, zijn opgedragen aan ‘kleine Xia’. ‘Zelfs als ik tot poeder zou worden vergruisd zou mijn as je nog omhelzen’, schreef Liu Xiaobo in zijn laatste openbare verklaring vóór zijn veroordeling in 2009, een tekst die het jaar daarop in Oslo werd voorgelezen bij de uitreiking van de Nobelprijs.

## Gevolgen van huwelijk met Liu Xiaobo
De omstandigheden van Liu Xia’s leven zijn sinds haar huwelijk sterk bepaald door de situatie van haar man, vooral door zijn perioden van gevangenschap. Liu Xiaobo werd in december 2008 voor de vierde keer gearresteerd, ditmaal naar aanleiding van zijn betrokkenheid bij het democratisch manifest Charta 08, en tot elf jaar gevangenisstraf veroordeeld. Liu Xia had haar man gesmeekt niet mee te werken aan het opstellen van het manifest. Nadat in oktober 2010 was aangekondigd dat haar echtgenoot de Nobelprijs voor de vrede had gewonnen, tijdens zijn gevangenschap, zei Liu Xia: ‘Al die jaren heeft Liu Xiaobo volhard in het vertellen van de waarheid over China en hierdoor is hij voor de vierde keer zijn persoonlijke vrijheid kwijtgeraakt.' Ze zei ook dat ze hem in de gevangenis zou bezoeken en ‘hem een dikke knuffel zou geven’.

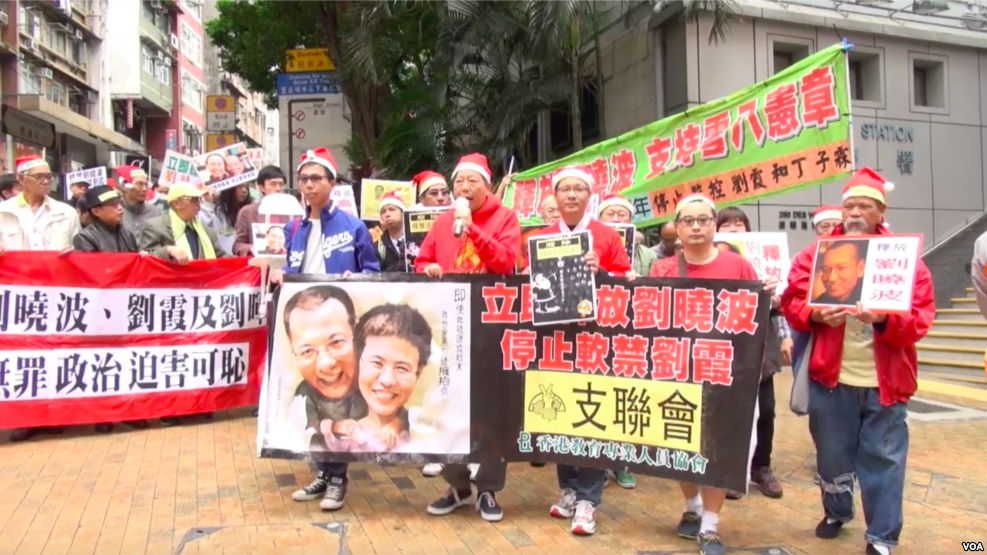
Demonstratie voor Liu Xiaobo en Liu Xia in Hongkong

Na de bekendmaking van de Nobelprijs kwam Liu Xia onder feitelijk huisarrest te staan en had ze geen vrij contact met de buitenwereld meer. Haar mobiele nummer werd gedeactiveerd. Verslaggevers, diplomaten en burgers zijn vanaf die tijd tegengehouden door bewakers bij de poorten van het gebouw waar Liu Xia een appartement heeft. Veel mensen die geprobeerd hebben haar te bezoeken, zijn door agenten aangehouden. Liu Xia heeft er altijd de voorkeur aan gegeven buiten de schijnwerpers te leven, maar voelde zich als vrouw van een gevangen mensenrechtenverdediger verplicht de media te woord te staan. Een bevriende schrijver verklaarde: ‘Liu Xiaobo koos zijn werk. Liu Xia koos Xiaobo. En ze hebben wraak op haar genomen, wat absoluut verschrikkelijk is’.
In 2013 werd bekend dat ze de autoriteiten had verzocht dat haar man de brieven die ze elkaar ooit hadden gestuurd zou mogen lezen. ‘Xiaobo en ik hebben honderden gedichten gemaakt die voortkwamen uit de gesprekken tussen onze zielen.’ Het laatste dat Liu Xiaobo schreef in het ziekenhuis waar hij stierf, was een gedicht voor zijn vrouw.

## Tekens van leven
Liu Xia kon sinds 2010 enkele keren contact leggen met buitenlandse media, zoals door het sturen van een videoboodschap of door korte bezoeken aan haar huis wanneer de bewakers konden worden misleid. In februari 2011 kreeg Liu Xia kort internetverbinding en stuurde een dringende boodschap naar een vriend, dat ze ‘gek aan het worden’ was. Ze mocht kort aanwezig zijn in de rechtbank waar haar broer Liu Hui toen op 9 juni 2013 tot elf jaar gevangenisstraf werd veroordeeld en riep toen tegen de verzamelde journalisten dat ze ‘geen vrij mens was’. 
In een zeldzame video van december 2013, gemaakt door vrienden die langs de bewakers waren geslopen, leest Liu Xia in haar appartement twee van haar gedichten voor, waaronder ‘Ik ben een boom’. (‘Is het een boom? / Ik ben het maar [...] Een koppige oude boom / Dat ben ik.’)
Na het overlijden van haar man in gevangenschap, op 13 juli 2017, werd ze door journalisten gesignaleerd bij het uitstrooien van zijn as in de zee. Ze was 'wegens zwakke gezondheid' niet aanwezig bij de daaropvolgende persconferentie. Vervolgens verdween ze bijna geheel voor buitenlandse contacten. In een telefoongesprek dat ze in april 2018 kon voeren met een Amerikaanse journalist zei ze dat ze voortdurend door agenten en bewakers werd geïntimideerd en geïsoleerd.

## Internationale reacties
In mei 2011 heeft de Werkgroep voor Willekeurige Detentie van de Verenigde Naties een verklaring afgelegd waarin staat dat ‘de vrijheidsontneming van Liu Xia in strijd is met de artikelen 9, 10 en 19 van de Universele Verklaring van de Rechten van de Mens en dus willekeurig is’. De Werkgroep riep op tot een onmiddellijke stopzetting van het huisarrest. De hoge commissaris voor de Mensenrechten van de Verenigde Naties, Zeid Ra’ad Al Hussein, verklaarde in juli 2017 dat hij er bij de Chinese autoriteiten op aan zou dringen dat Liu Xia het land mocht verlaten.
Buitenlandse regeringsleiders onder wie Angela Merkel, de Britse minister van Buitenlandse Zaken Boris Johnson en senatoren in de Verenigde Staten hebben opgeroepen tot haar vrijlating. De vooraanstaande Amerikaanse sinoloog Jerome Cohen sloot zich bij hen aan, met de kanttekening dat hij veronderstelde dat ‘de Chinese regering bepaald niet genegen was Liu Xia permissie te geven om het land te verlaten aangezien ze een icoon van het dissidente verzet was geworden’.
Bij herhaling hebben internationaal bekende persoonlijkheden en mensenrechtenorganisaties waaronder Amnesty International en Human Rights Watch de Chinese autoriteiten opgeroepen tot officiële toestemming om Liu Xia door buitenlandse artsen te laten bezoeken. Liu Xia lijdt aan onder meer aan hartklachten en depressie en zou zou niet bereid zijn zich te laten onderzoeken door een door de politie aangewezen arts, uit angst om te worden geïnterneerd in een psychiatrisch ziekenhuis. In mei 2018 verschenen als ondersteuning van een oproep tot haar vrijlating videoboodschappen waarin gedichten van haar werden voorgelezen door internationaal bekende schrijvers onder wie Rita Dove, Paul Auster, Khaled Hosseini en Nobelprijswinnaar J.M. Coetzee.